# Georg Alexander
Georg Alexander, nato Werner Louis Georg Lueddeckens (Hannover, 3 aprile 1888 – Berlino, 30 ottobre 1945), è stato un attore, regista e produttore cinematografico tedesco, fu il prototipo dell'uomo elegante, del distinto gaudente, una figura di caratterista che incontrò grande favore presso il pubblico di lingua tedesca del suo tempo.

## Biografia
Georg Alexander nacque ad Hannover il 3 aprile 1888 dal matrimonio tra Martha Amalie Bohde con l'attore Georg Lüddeckens. Alexander iniziò a recitare a Halberstadt, Amburgo, Hannover e, nel 1914, calcò anche i palcoscenici di Berlino. L'anno seguente fece il suo esordio come attore cinematografico. Sposato all'attrice norvegese Aud Egede-Nissen, fondò insieme a lei una casa di produzione, la Egede-Nissen-Film Comp. mbH che, fino al 1919, produsse una trentina di film, molti dei quali furono diretti dallo stesso attore. Anche il figlio della coppia, Georg Richter, intraprese la carriera dei genitori diventando un noto attore, conosciuto anche in Norvegia.
Nel 1919, Alexander - che amava molto lo sport ed era lui stesso uno sportivo - fondò la Alexander-Film GmbH per produrre filmati sportivi. Nella sua carriera, l'attore interpretò oltre 160 pellicole, molte volte in ruoli da investigatore o nei panni di qualche nobile aristocratico.
Nel 1928, Georg Alexander si sposò in seconde nozze con Ilse Brach, un'agente cinematografica.
L'attore morì a Berlino il 30 ottobre 1945 all'età di 57 anni.

## Filmografia
La filmografia - basata su IMDb - è completa.

### Regista
- Und die Liebe siegt
- Drei auf der Platte
- Der weinende Dieb
- Der Kampf um den Sturmvogel
- Der Verräter, co-regia di Carl Boese (1917)
- Ich heirate meine Puppe (1917)
- Erblich belastet
- Ein Detektiv-Duell
- Die Liebe, sie war nur ein Traum
- Die Geburt der Venus (1917)
- Der geigende Tod
- Das Verhängnis der schönen Susi
- Das Geheimnis der Briefmarke
- Leuchtende Punkte
- Die Rachegöttin
- Der Rosenkranz
- Luxuspflänzchen
- Falscher Start
- Die lachende Seele
- Die Jugendsünde (1919)
- Lottchens Geburtstag
- Die Nachtwache

### Produttore
- Die Geburt der Venus, regia di Georg Alexander (1917)[2]
- Drei auf der Platte
- Erblich belastet
- Das Verhängnis der schönen Susi
- Falscher Start

### Film o documentari dove appare Georg Alexander
- Rund um die Liebe, regia di Oskar Kalbus (1929)
- Brillano le stelle
- Wir erinnern uns gern
- Leckerbissen
- Sie sind nicht mehr
- Das war Hans Moser - Erinnerungen an einen großen Komödianten - tv movie, documentario (1969)

### Varie
- Falscher Start - sceneggiatore
- Die Bräutigamswitwe - colonna sonora